# 코르쿠어

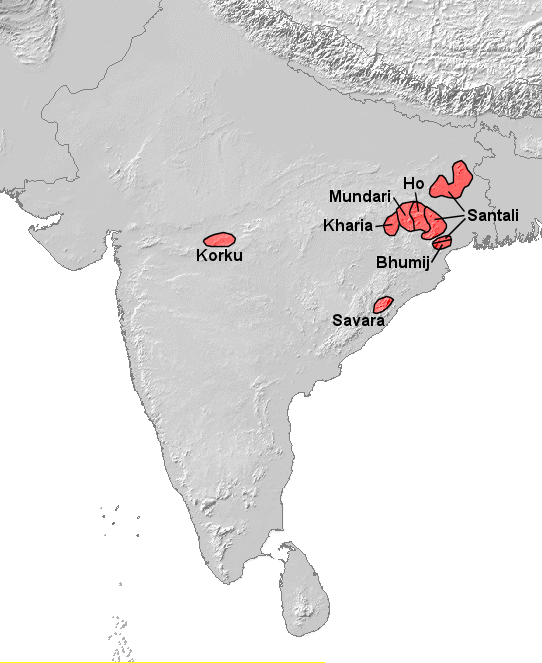
가장 서쪽에 동떨어진 것이 코르쿠어 화자 분포

코르쿠어(Korku)는 인도 중부의 코르쿠족이 사용하는 오스트로아시아어족 계통 언어이다. 지리적으로 가장 서쪽에 있는 문다 계통 언어로서 다른 문다 언어들과 멀리 동떨어져 있으며, 코르쿠족 주변에는 주로 드라비다 계통의 곤드족(Gondi)이 분포하여 있다.
전통적으로 코르쿠인들의 마을 내에 있는 특수한 구역에 거주해온 니할리인들의 니할리어와도 영향을 주고 받았다. 2011년 기준 727,133명의 화자가 있는 것으로 조사되었으며, 이는 코르쿠인 전체 인구의 약 73%에 해당하는 수이다.
마라티어와 같이 데바나가리 문자 체계를 조금 수정한 발보드(Balbodh) 체계를 사용하여 표기한다.

## 자음
|        |            | 양순음 | 치경음 | 권설음 | 경구개음 | 연구개음 | 성문음 |
| ------ | ---------- | ------ | ------ | ------ | -------- | -------- | ------ |
| 파열음 | 무성무기음 | p      | t      | ʈ      | c        | k        | ʔ      |
| 파열음 | 무성유기음 | pʰ     | tʰ     | ʈʰ     | cʰ       | kʰ       |        |
| 파열음 | 유성무기음 | b      | d      | ɖ      | ɟ        | ɡ        |        |
| 파열음 | 유성유기음 | bʱ     | dʱ     | ɖʱ     | ɟʱ       | ɡʱ       |        |
| 마찰음 | 마찰음     |        | s      |        |          |          | h      |
| 비음   | 무기음     | m      | n      |        | ɲ        | ŋ        |        |
| 비음   | 유기음     | mʱ     | nʱ     |        | ɲʱ       | ŋʱ       |        |
| 접근음 | 접근음     |        | l      | ɭ      | j        | w        |        |
| 탄음   | 탄음       |        | ɾ      | ɽ      |          |          |        |

## 모음
|        | 전설 모음 | 중설 모음 | 후설 모음 |
| ------ | --------- | --------- | --------- |
| 폐모음 | i iː      |           | u uː      |
| 중모음 | e eː      | ə         | o oː      |
| 개모음 |           | a aː      |           |

## 같이 보기
- 문다어파